# Pseudendromis botydana
Pseudendromis botydana är en fjärilsart som beskrevs av Walker 1865. Pseudendromis botydana ingår i släktet Pseudendromis och familjen Thyrididae. Inga underarter finns listade i Catalogue of Life.